# Трегубова Ірина Іллівна
Ірина Іллівна Трегубова  (21 вересня 1914, Сквира, Київська губернія, Російська імперія — 3 січня 1994, Київ, Україна) — радянський український діяч кіно, перший в Україні кінооператор комбінованих зйомок Київської кіностудії ім. О. Довженка. Член спілки кінематографістів УРСР та України з 1966 р. Нагороджена медаллю «Ветеран праці», значком «Відмінник кінематографії СРСР».

## Походження
Онука відомого Українського громадського діяча Трегубова Єлисея Куприяновича. Народилась в селі Сквира на Київщині в родині лікаря-хірурга Іллі Єлисейовича Трегубова, що працював у містах Сквира, Тараща, Радомишль, Умань, Біла Церква. Мати — Анна Платонівна Трегубова (Журавлева), домогосподарка.

## Освіта та трудова діяльність
1926 р. вступила та в 1939 р. закінчила Київський фототехнікум. Мала потяг до точних наук, у 1930 році подавала документи на математичний факультет Київського університету, але документи навіть не прийняли, посилаючись на її соціальне походження.
1932 р. вступила до Київського інституту кінематографії на спеціальність кінооператора. У 1936 р. закінчила навчання з кваліфікацією „Кінооператора комбінованих зйомок“.
У 1935 р. — практикант Київської кіностудії ім. О. Довженка.
У 1936 р. — асистент оператора Київської кіностудії ім. О. Довженка.
З 1938 р. — оператор Відділу комбінованих зйомок Київської кіностудії ім. О. Довженка.
1941 р. звільнена у зв'язку з евакуацією Київської Кіностудії ім. О. Довженка.
З 1944 р. — оператор комбінованих зйомок Київської кіностудії ім. О. Довженка.
З 1948 р. — оператор мікрофільмування Бібліотеки Академії наук УРСР, технічний керівник лабораторії.
З 1953 р. — асистент оператора відділу комбінованих зйомок Київської кіностудії ім. О. Довженка.
З 1956 р. — оператор комбінованих зйомок Київської кіностудії ім. О. Довженка.
1975 р. — вихід на пенсію.
В період роботи на Київській кіностудії ім. О. Довженка займалася комбінованими зйомками фільмів. Найбільш відомі з яких є фільми «Подвиг розвідника» та «За двома зайцями». 
Паралельно зі зйомками фільмів займалась дезеноморфуванням широкоформатних кінофільмів. Запропонувала нову методику дезеноморфування, в якій зйомка вузькоформатної копії широкоформатного фільму проводилася за графіками щільності широкоформатного фільму. На нову методику нею було отримано авторське свідоцтво на винахід, написана серйозна наукова стаття. Нова методика дозволяла робити копії вузькоформатних фільмів без попередніх пробних зйомок частин фільму. Це значно заощаджувало імпортну кіноплівку — тобто валютні кошти кіностудії. 
Була секретарем спілки кінооператорів Київської кіностудії ім. О. Довженка, де також і викладала.

## Родина
- Чоловік: Вишневський Сергій Іванович (1902—1976 рр.) — селекціонер, Кандидат сільськогосподарських наук, старший науковий співробітник Московського відділення всесоюзного науково-дослідного інституту рослинництва.
- Син: Вишневський Володимир Сергійович[1] народився 23 липня 1943 року в м. Біла Церква Київської області — український, надалі німецький учений, винахідник.

Свої останні роки вона провела у власному будинку у м. Боярка Київської області із своїм громадським чоловіком Ревенком Сергієм Івановичем, кінооператором Київської кіностудії ім. О. Довженка.
Похована в Києві, на Байковому кладовищі, поруч зі своїм дідом Трегубовим Єлисеєм Купріяновичом.

## Фільмографія
Брала участь у створенні стрічок:
- «Подвиг розвідника» (1947)
- «Назар Стодоля» (1953)
- «Кривавий світанок» (1956)
- «Педагогічна поема» (1955)
- «Головний проспект» (1956)
- «Дівчина з маяка» (1956)
- «Далеке і близьке», (1957)
- «Гроза над полями» (1958)
- «Повість наших днів» (1959)
- «За двома зайцями» (1961)
- «Серед добрих людей» (1962)
- «Мовчать тільки статуї» (1962), та ін.

## Фото з родинного альбому

Ірина Іллівна Трегубова біля кінокамери, 1958 рік
Ірина Трегубова, вихід знімальної групи на натурну зйомку, 1958 рік
Ірина Іллівна Трегубова на зйомках фільму

## Окремі праці
1. Трегубова Ірина Іллівна. Спосіб контратипування чорно-білих кінонегативів. Авторське свідоцтво № 165080 на винахід, за заявкою 690317 з пріоритетом від 26 грудня 1960 р.
2. Трегубова І. І. Виготовлення контратипних вставок в чорно-білих негативах фільму. Журнал «Техніка кіно і телебачення» № 6, 1961 р.